# A Flower
A Flower es una pieza para voz y piano cerrado, compuesta por John Cage en 1950. La pieza tiene una duración aproximada de cuatro minutos.

## Historia
La pieza fue compuesta en 1950 para la coreógrafa Louise Lippold, esposa del escultor Richard Lippold. Fue estrenada el 20 de enero de 1952, en el Hunter College de Nueva York, contando con John Cage como intérprete, tanto en el piano como en la voz.

## Características
La pieza tiene una forma que sigue la estructura de la danza; es decir, 7 x 7 compases de 5/4 y 5 x 5 compases de 10/4.
La obra, aunque sea vocal, no tiene una letra definida, por lo que, en la partitura, John Cage sugiere al cantante que vocalice de manera simple y sin vibrato, tal como en una canción folclórica. Asimismo se indica que la transposición puede realizarse a cualquier altura, de manera que sea cómoda para la tesitura del cantante.
El pianista debe cerrar la tapa del piano, pues ésta se convertirá en un instrumento de percusión. Según lo indique la partitura, deberá tocar con las puntas de los dedos o los nudillos, siguiendo los patrones rítmicos.

## Grabaciones
Lista de grabaciones:
- Bonnie Whiting, en el disco John Cage: The Works for Percussion 4 (The Complete John Cage Edition, Volume 52), 2017[4]
- Joan La Barbara - Singing Through: Vocal compositions by John Cage, 1990.[5]
- Cathy Berberian, voz; Bruno Canino, piano. En el disco Magnificathy - the many voices of Cathy Berberian, 1977.[6]